# Transference
Transference é o sétimo álbum de estúdio da banda americana de indie rock Spoon. Foi lançado em 18 de janeiro de 2010 na Europa e em 19 de janeiro na América do Norte. Na Austrália, foi lançado em 15 de janeiro pela Spunk Records.
O álbum estreou na posição 4 na parada Billboard 200, vendendo 53.000 cópias na primeira semana. Em junho de 2013, vendeu 183.000 cópias nos Estados Unidos.
A arte de capa mostra uma foto sem título de 1970 do fotógrafo americano William Eggleston.

## Recepção
Transference foi colocado na posição No. 9 na lista de Melhores Álbuns Pop & Rock de 2010 da Exclaim!. O escritor Ben Conoley disse: "Com Transference, Spoon adotou uma abordagem mais minimalista do que os predecessores Ga Ga Ga Ga Ga e Gimme Fiction, demonstrando que a boa música rock não precisa mais do que confiança, arrogância e bons ganchos". O álbum ficou na posição 22 da lista dos 30 Melhores Álbuns de 2010, da Rolling Stone. Transference também foi classificado em na posição #36 entre os álbuns de 2010 pela Paste Magazine, #31 pela Spin Magazine, #25 pela The AV Club, #25 pela PopMatters e #22 pela Uncut Magazine.
No agregador de críticas Metacritic recebeu críticas geralmente favoráveis, com uma pontuação de 80/100.
| Críticas profissionais | Críticas profissionais |
| Avaliações da crítica  | Avaliações da crítica  |
| Fonte                  | Avaliação              |
| ---------------------- | ---------------------- |
| Allmusic               | [ 14 ]                 |
| Spin                   | 7/10                   |
| Pitchfork              | 7.8/10                 |
| The Guardian           | [ 17 ]                 |
| NME                    | 7/10                   |
| Rolling Stone          | [ 19 ]                 |

## Lista de músicas
Todas as faixas foram compostas por Britt Daniel.
| N.º            | Título                   | Duração |  |
| 1.             | "Before Destruction"     | 3:17    |  |
| 2.             | "Is Love Forever?"       | 2:07    |  |
| 3.             | "The Mystery Zone"       | 4:59    |  |
| 4.             | "Who Makes Your Money"   | 3:44    |  |
| 5.             | "Written in Reverse"     | 4:18    |  |
| 6.             | "I Saw the Light"        | 5:32    |  |
| 7.             | "Trouble Comes Running"  | 3:05    |  |
| 8.             | "Goodnight Laura"        | 2:28    |  |
| 9.             | "Out Go the Lights"      | 4:36    |  |
| 10.            | "Got Nuffin"             | 3:58    |  |
| 11.            | "Nobody Gets Me But You" | 4:56    |  |
| Duração total: | Duração total:           | 43:00   |  |

Edição europeia ANTI-
| N.º | Título            | Duração |  |
| 12. | "Mean Red Spider" | 3:05    |  |

Lançamento no Japão
| N.º | Título                | Duração |  |
| 12. | "Tweakers"            | 3:32    |  |
| 13. | "Stroke Their Brains" |         |  |

Notas
- "The Mystery Zone" tem duração de 5:50 minutos na versão LP.

## Integrantes
- Britt Daniel
- Jim Eno
- Eric Harvey
- Rob Pope